# Хронологија СФРЈ и СКЈ март 1966.
Хронолошки преглед важнијих догађаја везаних за друштвено-политичка дешавања у Социјалистичкој Федеративној Републици Југославији (СФРЈ) и деловање Савеза комуниста Југославије (СКЈ), као и општа политичка, друштвена, спортска и културна дешавања која су се догодила у току марта месеца 1966. године.
| ← фебруар | ← фебруар | ← фебруар | ← фебруар | ← фебруар | ← фебруар | ← фебруар | ← фебруар | ← фебруар | Хронологија СФРЈ и СКЈ током 1966. године | Хронологија СФРЈ и СКЈ током 1966. године | Хронологија СФРЈ и СКЈ током 1966. године | Хронологија СФРЈ и СКЈ током 1966. године | Хронологија СФРЈ и СКЈ током 1966. године | Хронологија СФРЈ и СКЈ током 1966. године | Хронологија СФРЈ и СКЈ током 1966. године | Хронологија СФРЈ и СКЈ током 1966. године | Хронологија СФРЈ и СКЈ током 1966. године | Хронологија СФРЈ и СКЈ током 1966. године | Хронологија СФРЈ и СКЈ током 1966. године | Хронологија СФРЈ и СКЈ током 1966. године | Хронологија СФРЈ и СКЈ током 1966. године | Хронологија СФРЈ и СКЈ током 1966. године | Хронологија СФРЈ и СКЈ током 1966. године | април → | април → | април → | април → | април → | април → | април → |
| 1         | 2         | 3         | 4         | 5         | 6         | 7         | 8         | 9         | 10                                        | 11                                        | 12                                        | 13                                        | 14                                        | 15                                        | 16                                        | 17                                        | 18                                        | 19                                        | 20                                        | 21                                        | 22                                        | 23                                        | 24                                        | 25      | 26      | 27      | 28      | 29      | 30      | 31      |

### 3. март
- У Љубљани, Загребу и Јасеницама, од 3. до 13. марта, одржано 33. светско првенство у хокеју на леду. Хокејашка репрезентација Југославије освојила је 11 место. Прво место на такмичењу освојила је репрезентација Совјетског Савеза, а друго и треће репрезентације Чехословачке и Канаде. Отварању првенства у хали „Тиволи” у Љубљани и утакмици између репрезентација САД и Канаде, 3. марта присуствовао је председник СФРЈ Јосип Броз Тито.[1]

### 4. март
- У Љубљани, 4. и 5. марта одржана Друга републичка конференција Савеза омладине Словеније на којој је донет закључак да треба осетно интензивирати идејно-васпитно деловање организације. За новог председника Централног комитета Савеза омладине Словеније изабран је Јанез Коцијанчић.[2]

### 6. март
- Делегација Савезног извршног већа, предвођена Петром Стамболићем, на пози непалског премијера, од 6. до 10. марта боравила у посети Краљевини Непалу. Након Непала, делегација СИВ-а боравила је у посетама Индији и Авганистану.[2]

### 10. март
- Делегација Савезног извршног већа, предвођена Петром Стамболићем, након повратка из Непала, од 10. до 17. марта боравила у посети Индији. У току посете, Петар Стамболић је 12. марта присуствовао отварању луке Парадип, у чијој су изградњи учествовала југословенска предузећа. Након Индије, делегација СИВ-а боравила је у посети Авганистану.[2]

### 11. март
- У Београду одржан наставак Треће пленарне седнице Централног комитета Савеза комуниста Југославији, чији је први део одржан 25. и 26. фебруара. На седници је разматран предлог закључка који је на основу теза и дискусије припремила посебна Комисија ЦК СКЈ.[2][3][4]
- У посети Југославији, од 11. до 14. марта, боравио Иван Башев министар иностраних послова Народне Републике Бугарске. Током посете водио је разговоре са државним секретаром за иностране послове СФРЈ Марком Никезићем.[2]

### 12. март
- У Београду умро Душан Кведер Томаж (1915—1966) учесник Шпанског грађанског рата и Народноослободилачке борбе, бивши командант Главног штаба НОВ и ПО Словеније, друштвено-политички радник и дипломата СФР Југославије и СР Словеније и народни херој Југославије. Сахрањен је у Гробници народних хероја у Љубљани.[5]

### 15. март
- Председник СФРЈ Јосип Броз Тито, у пратњи секретара ЦК СК Србије Јована Веселинова, боравио у посети Краљеву и Врњачкој Бањи. На путу за Краљево Плавим возом, Тита је успут на железничким станицама у Младеновцу, Лапову и Крагујевцу, дочекивао велики број грађана. Током посете Краљеву, Тито је положио венац на Споменик отпора и победе и посетио фабрику „Магнохром”, где се обратио радницима. Поподне истог дана, посетио је Врњачку Бању, где је у вили „Копаоник” разговарао са представницима Скупштине општине и књижевником Добрицом Ћосићем. Сутрадан, Тито је посетио Трстеник и Крушевац.[3][6][7][8]

### 16. март
- Председник СФРЈ Јосип Броз Тито, у пратњи секретара ЦК СК Србије Јована Веселинова, боравио у посети Трстенику и Крушевцу. Приликом посете Трстенику, посетио је фабрику „Прва петолетка”, а у Крушевцу је у просторијама Скупштине општине примио спомен-плакету почасног грађанина. Приликом повратка у Београд Плавим возом, Тита је успут на железничкој станици у Параћину, дочекао већи број грађана.[3][9][10][11]

### 17. март
- Делегација Савезног извршног већа, предвођена Петром Стамболићем, након повратка из Индије, од 17. до 20. марта, боравила у посети Краљевини Авганистану. Приликом повратка у земљу, делегација је боравила у неформалној посети Ирану.[2]

### 24. март
- У Титограду, 24. и 25. марта одржан Пети конгрес Социјалистичког савеза радног народа Црне Горе коме је присуствовало 163 делегата и гостију. На Конгресу је дискутовано о актуелним питањима политике у области образовања, културе и научноистраживачког рада, као и о политичко-организационе изградње и задацима Социјалистичког савеза. Истакнута је значајна улога Социјалистичког савеза у дотадашњем друштвено-економском развоју Социјалистичке Републике Црне Горе. На крају Конгреса изабран је Главни одбор, на челу са Иком Мирковићем.[2]

### 30. март
- У посети Совјетском Савезу, од 26. марта до 9. априла, на позив Централног комитета Комунистичке партије Совјетског Савеза (КПСС), боравила делегација Савеза комуниста Југославије (СКЈ) која је присуствовала 23. конгресу КПСС. Делегацију, коју је предводио секретар ЦК СКЈ и потпредседник СФРЈ Александар Ранковић, сачињавали су Савка Дабчевић-Кучар и Крсте Црвенковски, као и амбасадор СФРЈ у СССР Добривоје Видић. Делегацију је 8. априла примио Леонид Брежњев генерални секретар ЦК КПСС.[2][12]